# Liste der Kulturdenkmale in Gotha
Diese Denkmalliste der Stadt Gotha ist auf dem Stand vom 28. Mai 2009 und sollte gemäß dem Gesetz zur Pflege und zum Schutz der Kulturdenkmale im Land Thüringen (ThürDSchG) in der geltenden Fassung vom 18. Dezember 2018 die Kulturdenkmale dieser Gegend enthalten. Die veröffentlichte Denkmalliste der Stadt Gotha ist jedoch unvollständig und fehlerhaft. Das war sie schon zum Zeitpunkt der Veröffentlichung im Jahr 2009. Es fehlt darin z. B. das Denkmalensemble der Gebäude des alten Krankenhauses. Eine aktuelle Unterrichtung durch Bekanntmachung entsprechend ThürDSchG § 5 ist seit dem Jahr 2009 nicht mehr erfolgt, da Auskunft zu den Denkmalen nur unzureichend gegeben wird und Denkmalensembles (Parkanlagen und der Leinakanal) unter Verstoß gegen das Denkmalschutzgesetz als Einzeldenkmal gebucht sind. Auch die untere Denkmalschutzbehörde Gotha führt daher keinen aktuellen Auszug aus dem Denkmalbuch, so wie es im ThüDSchG § 5 Absatz 3 festgelegt ist.
Darüber Hinaus wurde im Januar 2025 die Denkmalliste von Thüringen eingearbeitet und die Einträge via Wikidata referenziert. 

## Gotha

### Denkmalensembles

#### Bauliche Gesamtanlagen
Folgende Denkmalensembles sind als Bauliche Gesamtanlage nach § 2 Abs. (2) Nr. 1 ThürDSchG aufgeführt:

| Bild            | Bezeichnung                             | Lage                          | Datierung | Beschreibung | ID |
| --------------- | --------------------------------------- | ----------------------------- | --------- | --- | -- |
| Fotos hochladen | Ensemble / Altstadt                     | Altstadt Gotha (Karte)        |           | Augustinerstraße, Berg, Blumenbachstraße, Brühl, Buttergasse, Buttermarkt, Erfurter Straße, Fischgasse, Fritzelsgasse, Gerbergasse, Gretengasse, Gutenbergstraße, Hasengasse, Hauptmarkt, Heinoldsgasse, Hospitalgasse, Hünersdorfstraße, Hützelsgasse, Jüdenstraße, Klosterplatz, Klosterstraße, Lucas-Cranach-Straße, Lutherstraße, Margarethenstraße, Marktstraße, Mönchelsstraße, Münzweg, Neumarkt, Nonnenberg, Pfarrgasse, Pfortenstraße, Pfortenwallgasse, Querstraße, Rosengasse, Salzengasse, Schlossergasse, Schloßberg, Schloßgasse, Schwabhäuserstraße, Siebleber Straße, Stiftsgasse, Sundhäuser Gasse und Waschgasse, begrenzt durch Arnoldiplatz, Bergallee, Bürgeraue, Ekhofplatz, Friedrich-Jacobs-Straße, Gartenstraße, Huttenstraße, Lindenauallee, Myconiusplatz, Philosophenweg, Siebleber Wall, Bertha-von-Suttner-Platz und Bertha-von-Suttner-Straße |    |
| Fotos hochladen | Ensemble / Gründerzeitviertel Weststadt | Gründerzeit Weststadt (Karte) |           | 18.-März-Straße, Brunnenstraße, Dorotheenstraße, Ernststraße, Goethestraße, Heinestraße, Leesenstraße, Liebetraustraße, Reinhardsbrunner Straße, Waltershäuser Straße |    |
| Fotos hochladen | Ensemble / Seebachstraße                | Seebachstraße (Karte)         |           | Bachstraße, Goldbacher Straße, Hohe Straße, Hansenstraße, Schillerstraße, Seebachstraße, Spohrstraße, Wilhelm-Bock-Straße |    |
| Fotos hochladen | Am Schmalen Rain                        | Schmaler Rain (Karte)         |           | Am Schmalen Rain, Beethovenstraße, Friedensplatz, Geschwister-Scholl-Platz |    |

#### Kennzeichnendes Straßenbild
Die aufgeführten Straßen gehörten gegen Ende des 19. Jahrhunderts bis zum Beginn des Ersten Weltkriegs zu den begehrtesten Wohnstraßen Gothas.
Folgende Denkmalensembles sind als „Kennzeichnendes Straßenbild“ nach § 2, Abs. (2) Nr. 2 ThürDSchG genannt:

| Bild            | Bezeichnung              | Lage                        | Datierung | Beschreibung | ID |
| --------------- | ------------------------ | --------------------------- | --------- | --- | -- |
| Fotos hochladen | Ensemble / Bahnhofstraße | Bahnhofstraße o. Nr (Karte) |           | Die heutige Bahnhofstraße hatte zeitweilig den Namen „Hindenburgstraße“. Sie verbindet den Vorplatz des Gothaer Bahnhofs mit dem Altstadtrand. Seit dem 2. Mai 1894 verlaufen die Straßenbahnschienen durch diese Straße. Diese Straße war mit den mächtigen Bauten der Gothaer Leben, Gothaer Feuer, Gothaer Allgemeine, Thüringer Elektrizitäts-Liefergesellschaft und mit drei Hotels (unter anderem das „Hotel Herzog Ernst“, südöstliche Ecke Stieler- und Bahnhofstraße), das „Hotel Alt“ (heute „Waldbahn-Hotel“, südwestliche Ecke Bebel- und Bahnhofstraße), heute die Prachtstraße der Stadt, durch die deren Besucher, vom Bahnhof kommend, zur Stadt fanden. Die Fotos sind vom nördlichen Ende der Straße, Ecke Parkallee aufgenommen. In der Vergrößerung sieht man am Ende das Bahnhofsempfangsgebäude. |    |
| Fotos hochladen | Helenenstraße            | Helenenstraße (Karte)       |           | Die Straße wurde benannt nach Helene Meusel, geb. Brückner, deren Ehemann Ernst Karl Eduard Meusel ein Augenchirurg war. Zu DDR-Zeiten trug die Straße den Namen von Friedrich Engels. |    |
| Fotos hochladen | Schöne Allee             | Schöne Allee (Karte)        |           | Die Straße trägt ihren Namen zu Recht. Einst hieß sie Lange Allee und Große Allee und war eine der begehrtesten Wohnlagen des reichen Bürgertums. Unter anderem wohnte hier der bedeutende Wirtschafts- und Versicherungswissenschaftler und -schriftsteller, Arwed Emminghaus, in einem Haus, das 1898 durch den befreundeten Architekten und Dichter Bruno Eelbo errichtet wurde. |    |

#### Historische Park- und Gartenanlagen
Bei Einzeldenkmale.

### Einzeldenkmale § 2 Abs. (1) Nr. ThürDSchG

#### Sakralbauten
| Bild                           | Bezeichnung              | Lage                           | Datierung | Beschreibung | ID |
| ------------------------------ | ------------------------ | ------------------------------ | --------- | --- | -- |
| weitere Bilder Fotos hochladen | Margarethenkirche        | Neumarkt 13 (Karte)            |           | St. Margarethen mit künstlerischer Ausstattung |    |
| weitere Bilder Fotos hochladen | Augustinerkirche (Gotha) | Klosterplatz (Karte)           |           | Evangelische Pfarrkirche des Augustinerklosters (Augustinerkirche) mit künstlerischer Ausstattung und ehemaligen Klostergebäuden einschließlich Klostergarten und Einfriedung |    |
| weitere Bilder Fotos hochladen | Friedrichskirche         | Erfurter Landstraße 31 (Karte) |           | Architekt: Johann Erhard Straßburger, 1715 erbaut, Evangelische Friedrichskirche (ehemalige Siechhofkirche) mit künstlerischer Ausstattung |    |
| Fotos hochladen                | Evangelische Kreuzkirche | Schelihastraße 11 (Karte)      |           | Hier war ursprünglich nur ein großes Gartengelände mit einem Wäschetrockenplatz, wo in der Mitte des 19. Jahrhunderts ein Turnplatz entstand. 1863 wurde für den 1860 gegründeten Gothaer Turnverein die erste Turnhalle gebaut. Denkmal umfasst die Evangelische Kreuzkirche mit künstlerischer Ausstattung |    |
| weitere Bilder Fotos hochladen | Maria-Magdalena-Hospital | Brühl 4 (Karte)                |           | Architekt: Johann Erhard Straßburger, 1716 bis 1719 erbaut. Denkmal umfasst die Ehemalige Hospitalkirche (Maria-Magdalena-Hospital) mit künstlerischer Ausstattung. |    |
| weitere Bilder Fotos hochladen | Schlosskirche (Gotha)    | Schloss Friedenstein (Karte)   |           | Evangelische Schlosskirche mit künstlerischer Ausstattung im Schloss Friedenstein |    |
| weitere Bilder Fotos hochladen | St. Bonifatius           | Schützenallee 22 (Karte)       |           | Katholische Pfarrkirche St. Bonifatius mit künstlerischer Ausstattung |    |

#### Schloss- und Parkanlagen, Friedhöfe
Diese Anlagen und Friedhöfe sind nach ThürDSchG § 2 Abs. 2 Nr. 4. Denkmalensembles und keine Einzeldenkmale. Sie müssten als Denkmalensemble im Thüringer Staatsanzeiger der Bevölkerung durch „Unterrichtung“ bekannt gemacht werden. Die Denkmalbehörde deklariert diese Schloss-, Parkanlagen und Friedhöfe jedoch als Einzeldenkmal. Damit entstehen unzutreffende juristische Eigenschaften der Kulturdenkmale. Der Schutzstatus wird so nicht entsprechend dem Denkmalschutzgesetz ausgewiesen.

| Bild                           | Bezeichnung            | Lage                                      | Datierung       | Beschreibung                                                                      | ID |
| ------------------------------ | ---------------------- | ----------------------------------------- | --------------- | --------------------------------------------------------------------------------- | -- |
| weitere Bilder Fotos hochladen | Schloss Friedenstein   | Schlossplatz 1, 99867 Gotha (Karte)       | 1656            | Schloss Friedenstein, Parkanlage, Teeschlösschen, Kleinarchitekturen und Denkmale |    |
| weitere Bilder Fotos hochladen | Schloss Friedrichsthal | Friedrichstraße 5 (Karte)                 |                 | Schloss Friedrichsthal mit Gartenanlage                                           |    |
| weitere Bilder Fotos hochladen | Orangerie Gotha        | Friedrichstraße 6–8 (Karte)               |                 | Orangeriegarten mit Gebäuden und Einfriedung                                      |    |
| weitere Bilder Fotos hochladen | Hauptfriedhof Gotha    | Langensalzaer Straße 98 (Karte)           |                 | Hauptfriedhof mit Krematorium und Kolumbarium                                     |    |
| Fotos hochladen                | Friedhof II            | Eisenacher Straße (Karte)                 | 1757            |                                                                                   |    |
| weitere Bilder Fotos hochladen | Jüdischer Friedhof     | Eisenacher Straße - An der Klinge (Karte) | 19. Jahrhundert |                                                                                   |    |

#### Profanbauten (nach Straßen)
(mit vorbehaltlichen Ergänzungen nach Mai 2009)

##### 18.-März-Straße bis Bahnhofstraße
- 18.-März-Straße: Die Straße ist benannt nach dem Kapp-Putsch in Thüringen, als am 18. und 19. März 1920 mehr als hunderte Gothaer ihr Leben verloren. Sie hieß von 1875 bis 1946 Kaiserstraße.
- Am Tivoli: Die Straße ist benannt nach Tivoli, dem Namen des Gründungshauses der Sozialistischen Arbeiterpartei Deutschland (SAP), des unmittelbaren Vorgängers der SPD. Die Straße hieß bis 1871 nach einem Gothaer Industriellen „August-Blödner-Straße“, in ihrer Fortsetzung die Cosmarstraße querend bis zur Löfflerschule „Roststraße“ nach Valentin Rost. Anlass zur Umbenennung war der 25. Jahrestag der SED.
- Arnoldiplatz: Der Platz ist benannt nach Ernst-Wilhelm Arnoldi, einem bedeutenden Sohn der Stadt und  „Vater des deutschen Versicherungswesens“. Der Platz hieß ehedem „Erfurter Platz“.
- Augustinerstraße: Die frühere „Große Sundhäuser Gasse“ wurde 1889 umbenannt nach der dort stehenden Augustinerkirche.
- Bachstraße: Die Straße ist nach Johann Sebastian Bach benannt. Ursprünglich hieß sie „Moltkestraße“ nach dem preußischen General Helmuth Karl Bernhard von Moltke.
- Bahnhofstraße: Die Straße hatte zeitweilig den Namen „Hindenburgstraße“; sie verbindet den Vorplatz des Gothaer Bahnhofs mit dem Altstadtrand. Seit dem 2. Mai 1894 verlaufen die Straßenbahnschienen durch diese Straße. Diese Straße war mit den mächtigen Bauten der Gothaer Leben, Gothaer Feuer, Gothaer Allgemeine, Thüringer Elektrizitäts-Liefergesellschaft und mit drei Hotel die Prachtstraße der Stadt, durch die deren Besucher, vom Bahnhof kommend, zur Stadt fanden.

| Bild                           | Bezeichnung                                         | Lage                        | Datierung | Beschreibung | ID |
| ------------------------------ | --------------------------------------------------- | --------------------------- | --------- | --- | -- |
| Fotos hochladen                | Wohnhaus                                            | 18.-März-Straße 6 (Karte)   |           | Das benachbarte Haus Nr. 8 bewohnte Hermann Christ (1868–1948), der Direktor der Gothaer Feuerversicherungsbank. |    |
| Fotos hochladen                | Wohnhaus                                            | 18.-März-Straße 7 (Karte)   |           | |    |
| Fotos hochladen                | Wohnhaus mit Einfriedung                            | 18.-März-Straße 9 (Karte)   |           | 1904 von Richard Klepzig und Robert Kramer als „Villa Elise“ erbaut. |    |
| Fotos hochladen                | Wohnhaus mit Einfriedung                            | 18.-März-Straße 11 (Karte)  |           | (Haus Nr. 11 ist nur die im Bild rechte Haushälfte.) |    |
| Fotos hochladen                | Wohnhaus mit Einfriedung                            | 18.-März-Straße 15 (Karte)  |           | |    |
| Fotos hochladen                | Wohnhaus                                            | 18.-März-Straße 45 (Karte)  |           | |    |
| Fotos hochladen                | Wohnhaus                                            | 18.-März-Straße 51 (Karte)  |           | |    |
| BW                             | Fabrikgebäude - Pero                                | Am Seeberg 1 (Karte)        |           | |    |
| weitere Bilder Fotos hochladen | Tivoli                                              | Am Tivoli 1a und 3 (Karte)  |           | Gasthaus Tivoli mit „Kaltwasserschem Saal“ in dem die SPD gegründet wurde. |    |
| weitere Bilder Fotos hochladen | Staatliche Grundschule „Josias Friedrich Löffler“   | Am Tivoli 18 (Karte)        | 1892      | |    |
| Fotos hochladen                | Wohnhaus                                            | Arnoldiplatz 1 (Karte)      |           | |    |
| BW                             | Bedürfnisanstalt und Kiosk                          | Arnoldiplatz 1a (Karte)     |           | |    |
| Fotos hochladen                | ehemaliges Amtshaus, leerstehend                    | Augustinerstraße 15 (Karte) |           | |    |
| Fotos hochladen                | Wohn- und Geschäftshaus                             | Augustinerstraße 25 (Karte) |           | |    |
| Fotos hochladen                | Wohnhaus und Einfriedung                            | Bachstraße 14 (Karte)       |           | |    |
| Fotos hochladen                | Verwaltungsgebäude                                  | Bahnhofstraße 2–4 (Karte)   |           | Errichtet als Verwaltungsgebäude der Gothaer Lebensversicherung. Das nach Plänen von Hofbaurat Gustav Eberhard mit einem Aufwand von 34.000 Talern errichtete Gebäude konnte 1850 bezogen werden. Im obersten Stockwerk wohnte der Verwaltungschef. 1868 wurde ein Anbau hinzugefügt, und 10 Jahre später wurde auch das Obergeschoss für dienstliche Zwecke benötigt. Der Direktor wohnte nun im neuen, mit der Bank verbundenen Gebäude Nr. 2a. |    |
| weitere Bilder Fotos hochladen | Deutsches Versicherungsmuseum Ernst Wilhelm Arnoldi | Bahnhofstraße 3a (Karte)    |           | Das Gebäude beherbergt neben dem Deutschen Versicherungsmuseum vor allem das Thüringer Finanzgericht und das Sozialgericht Gotha. |    |
| Fotos hochladen                | Verwaltungsgebäude                                  | Bahnhofstraße 5a (Karte)    |           | Errichtet 1872–1874 nach Plänen des Architekten Ludwig Bohnstedt (1822–1885). Verwaltungsgebäude, Haus III des „Bildungszentrums der Thüringer Landesverwaltung“ (Lehrsäle, Bibliothek). 1872–1874 für die „Deutsche Bodencreditbank“ errichtet, im Jahre 1934 im Besitz der Gothaer Lebensversicherungsbank, die es der Tochtergesellschaft „Gothaer Allgemeine Versicherungsbank AG“ zur Verfügung stellte. Diese wiederum residierte seit ihrer Gründung im Jahre 1924 im „geknickten“ Erweiterungsbau des Hauses Nr. 3a, mit Kurt Jannott als „Leitendem Vorstandsmitglied“. |    |
| Fotos hochladen                | Verwaltungsgebäude                                  | Bahnhofstraße 12 (Karte)    |           | Verwaltungsgebäude, Haus I des „Bildungszentrums der Thüringer Landesverwaltung“ (Verwaltung, Lehrsäle, Verwaltungsfachhochschule), ehemals Sitz der Gothaer Feuerversicherungsbank, bevor das Gebäude Bahnhofstraße 5a (im Jahre 1874) als neuer Sitz der Versicherung fertiggestellt war. Architekt: Ludwig Bohnstedt (1822–1885). |    |

##### Bebelstraße bis Buttermarkt
- Bebelstraße: Die Straße ist benannt nach August Bebel, dem sozialistischen deutschen Politiker und Publizist. Sie hieß früher „Rondellstraße“ nach einem Rondell an der Kreuzung mit der Bahnhofstraße und wurde in der NS-Zeit „Ludendorffstraße“ genannt nach Erich Ludendorff, General und Politiker.
- Bergallee: Die Straße führt als Allee bergauf zum Schloss.
- Berggartenweg: Die Straße führt zur Berggarten-Ausflugsgaststätte. Die heutige Bebauung mit Einfamilienhäusern stammt aus den 1990er Jahren, nachdem schon in den 1940er Jahren für Bombengeschädigte Behelfsheime in den Kleingärten am Berggartenweg errichten worden waren.
- Bertha-von-Suttner-Straße: Die Straße ist benannt nach Bertha von Suttner, der österreichischen Pazifistin, Friedensforscherin und Schriftstellerin, deren Urne im Krematorium Gotha einen Ehrenplatz hat.
- Bohnstedtstraße: Die Straße ist benannt nach Ludwig Bohnstedt, einem bedeutenden deutschen Architekten, der in Gotha wirkte und starb. Zur NS-Zeit hieß sie „Werderstraße“ nach August von Werder, einem preußischen General.
- Brühl: Ersterwähnung 1482; Brühl (von mittellateinisch brogilus oder broilus für Baumstück) bedeutet „feuchte Niederung“; Brühl heißen viele tief liegende, teilweise mit Baumwuchs versehene Stadtteile und Straßen, die vielleicht auf ehemaligem Sumpfland errichtet wurden, so wohl auch der Gothaer Brühl; Hier stand das Heilig-Kreuz-Tor, später in Brühler Tor umbenannt.
- Bürgeraue: Die Straße, auf einem zugeschütteten Festungsgraben, ist benannt nach der früheren „Bürgeraue“, dem Exerzierplatz vor der Kaserne des Grundstücks Nr. 2.
- Buttermarkt: Auf dem Buttermarkt befanden sich bis 1869 die Fleischbänke der Gothaer Metzger. Jeder Fleischer hatte seine eigene Fleischbank, einen Verkaufsstand aus Holz. Aus hygienischen Gründen wurde der Verkauf an dieser Stelle eingestellt, es folgten die Landfrauen, unter anderem auch mit ihrem Butterangebot. Wenn nicht gerade Lebensmittel verkauft wurden, konnten auch andere Märkte hier stattfinden, z. B. Töpfermärkte.

| Bild                           | Bezeichnung                                                                                    | Lage                                | Datierung | Beschreibung | ID |
| ------------------------------ | ---------------------------------------------------------------------------------------------- | ----------------------------------- | --------- | --- | -- |
| Fotos hochladen                | Verwaltungsgebäude, Haus II des „Bildungszentrums der Thüringer Landesverwaltung“ (Lehrkräfte) | Bebelstraße 10 (Karte)              |           | 1886–1888 und 1896 erbaut als Gebäude der ehemaligen Generalagentur der Feuerversicherungsbank in Gotha nach Entwurf der Berliner Architekten Gustav Erdmann und Ernst Spindler |    |
| weitere Bilder Fotos hochladen | Gymnasium Ernestinum                                                                           | Bergallee 8 (Karte)                 | 1524      | |    |
| Fotos hochladen                | Ausflugsgaststätte „Berggarten“                                                                | Berggartenweg 50 (Karte)            |           | |    |
| Fotos hochladen                | Wohnhaus                                                                                       | Bertha-von-Suttner-Straße 1 (Karte) |           | |    |
| Fotos hochladen                | Wohnhaus                                                                                       | Bertha-von-Suttner-Straße 3 (Karte) |           | |    |
| weitere Bilder Fotos hochladen | Stadtbad                                                                                       | Bohnstedtstraße 6 (Karte)           |           | |    |
| Fotos hochladen                | Wohnhaus                                                                                       | Bohnstedtstraße 10 (Karte)          |           | |    |
| weitere Bilder Fotos hochladen | Maria-Magdalena-Hospital mit Kirche                                                            | Brühl 4 (Karte)                     |           | |    |
| Fotos hochladen                | Wohn- und Geschäftshaus                                                                        | Brühl 5 (Karte)                     |           | früher mit Drogen- und Farbenhandlung W. Hennig (nach Foto von 1910) |    |
| Fotos hochladen                | Wohn- und Geschäftshaus                                                                        | Brühl 7 (Karte)                     |           | Ehemaliges Brauhaus „König-Sahl“ (frühere Schreibweise gem. einer alten Fotografie Königsaal), in dem König Gustav II. Adolf von Schweden in der Nacht vom 23. auf den 24. August 1632 übernachtet haben soll (laut Denkmalliste von 1988); Das Gebäude ist ein altes Blockhaus, dem der Erker vorgesetzt wurde. Früher hieß die Gaststätte „Zur Klause“ und hatte zuletzt einen nicht sonderlich guten Ruf. Sie schloss in den 1960er Jahren. Danach verfiel das Gebäude nebst nebenstehendem mit der Hausnummer 5, sodass es im Januar 1982 zum Teil abgebrochen wurde. Ein Notdach sicherte das verbliebene Stockwerk Zwar wurde bereits zu DDR-Zeiten ein Wiederaufbau geplant, dieser kam jedoch wegen Geldmangel nicht zustande. Erst 1996/1997 konnte die Bauabsicht durch einen privaten Investor durchgeführt werden, wobei jedoch außer den Fassaden die verbliebenen Räume und der Gewölbekeller geopfert wurden. |    |
| Fotos hochladen                | Wohn- und Geschäftshaus                                                                        | Brühl 19 (Karte)                    |           | In diesem Haus gab es ab 1905 die Gaststätte „Restauration zum Brühler Tor“, die nur alkoholfreie Getränke verkaufte. Der Gasthof war im Besitz der 1904 gegründeten Reformhausgesellschaft. |    |
| Fotos hochladen                | ehemalige Kaserne                                                                              | Bürgeraue 2 (Karte)                 |           | Erbaut 1843–1845, Architekt: Hofbaumeister Gustav Eberhard; Nutzung durch Militär und Polizei bis Anfang der 1980er Jahre, heute eine Kaufland-Filiale |    |
| Fotos hochladen                | Doppel-Wohnhaus                                                                                | Bürgeraue 10–12 (Karte)             |           | |    |
| Fotos hochladen                | Wohnhaus                                                                                       | Bürgeraue 14 (Karte)                |           | |    |
| weitere Bilder Fotos hochladen | Myconiusschule                                                                                 | Bürgeraue 23 (Karte)                | 1865      | |    |
| Fotos hochladen                | Wohn- und Geschäftshaus                                                                        | Buttermarkt 5 (Karte)               |           | |    |
| weitere Bilder Fotos hochladen | Wohn- und Geschäftshaus                                                                        | Buttermarkt 6 (Karte)               |           | Das Café Loesche wurde 1916 nach Plänen von Bruno Tamme errichtet. 1914 hatte es im dahinter stehenden Haus gebrannt, in ihm befanden sich damals die Konditorei Loesche und das Kolonialwarengeschäft F. A. Kaempf (siehe Hauptmarkt 6–7). |    |

##### Dreikronengasse bis Erfurter Straße
- Dreikronengasse: Der Name erinnert an die frühere Gaststätte „Zu den drei Kronen“ (Bergallee 4, gegenüber Sundhäuser Gasse, heute abgerissen.)
- Eisenacher Straße: Straße in Richtung Eisenach, einst Teil der Via Regia
- Ekhofplatz: Der Platz hieß von 1949 bis 1991 Leninplatz und ist heute benannt nach Conrad Ekhof, einer der besten deutschen Schauspieler des 18. Jahrhunderts. Er starb in Gotha.
- Emminghausstraße: Die Straße ist benannt nach Arwed Emminghaus, einem in Gotha verstorbenen deutschen Nationalökonom und Journalist. Emminghaus wohnte allerdings in der „Emminghaus-Villa“, Schöne Allee 2 (siehe dort).
- Erfurter Landstraße: Die Straße war die Ausfallstraße nach Erfurt und Teil der B 7. Wegen des Krankenhauses (Straßenlärm) und der Bahnlinie Gotha-Bad Langensalza (Bahnübergang) wurde sie als Durchgangsstraße für den Kfz-Verkehr gesperrt.
- Erfurter Straße: Bis 1887 „Große Erfurter Gasse“, führte zum Erfurter Tor, heute Haupteinkaufsstraße.

| Bild                           | Bezeichnung                                                 | Lage                                           | Datierung | Beschreibung | ID |
| ------------------------------ | ----------------------------------------------------------- | ---------------------------------------------- | --------- | --- | -- |
| BW                             | Wohnhaus                                                    | Dreikronengasse 9 (Karte)                      |           | angeblich ehemals die Hausnummer 1 a, Denkmaleigenschaften des Gebäudes sind unbekannt |    |
| Fotos hochladen                | Wohnhaus                                                    | Dreikronengasse 10 (Karte)                     |           | Über der Eingangstür des Hauses sind drei Kronen auf die Wand gemalt, die mit „Liebe“, „Glaube“ und „Hoffnung“ benannt sind. |    |
| BW                             | Ehemaliger Friedhof und Friedhof II                         | Eisenacher Straße (Karte)                      |           | |    |
| weitere Bilder Fotos hochladen | Arnoldischule und Turnhalle                                 | Eisenacher Straße 5 (Karte)                    | 1876      | Die 1909 bis 1911 von Wilhelm Goette im Jugendstil errichtete Schule ist nach dem Gothaer Kaufmann Ernst-Wilhelm Arnoldi benannt. |    |
| weitere Bilder Fotos hochladen | Postgebäude                                                 | Ekhofplatz 1 (Karte)                           |           | Erbaut auf dem Gelände des 1841 von Gustav Eberhard errichteten Verwaltungsgebäudes der Gothaer Feuerversicherungsbank, 1889 als „Kaiserliches Postamt“ neu erbaut. Nach dem damaligen Generalpostdirektor Heinrich von Stephan (1831–1897) auch „Stephans Tintenfass“ genannt. Das Gebäude hatte ursprünglich 3 Kuppeln, die 1938 entfernt wurden, da sie dem Zeitgeschmack nicht mehr entsprachen. |    |
| BW                             | Ekhofplatz 3                                                | Ekhofplatz 3 (Karte)                           |           | Kulturhaus - Theater der Stadt |    |
| Fotos hochladen                | ehemaliges Bankgebäude („Gothaer Privatbank“)               | Ekhofplatz 22 (Karte)                          |           | Nach Plänen von Ludwig Bohnstedt errichtet (1873–1877) |    |
| Fotos hochladen                | Landratsamt (ehemaliges Lazarett)                           | Emminghausstraße 8 (Karte)                     |           | |    |
| Fotos hochladen                | Wohnhaus mit Torfahrt                                       | Emminghausstraße 15 (Karte)                    |           | |    |
| Fotos hochladen                | Kreiskrankenhaus, Häuser 1, 2, 3, 4 und 11, Denkmalensemble | Erfurter Landstraße 35 (Karte)                 |           | Die Häuser sind nicht alle in einem Bild darzustellen. Nach der Eröffnung der Helios-Klinik in Gotha-Sundhausen wurde das Krankenhaus und die angegliederte Apotheke geschlossen. |    |
| weitere Bilder Fotos hochladen | Friedrichskirche, Pflegeheim                                | Erfurter Landstraße 31 (Karte)                 |           | Im 13. Jahrhundert als Nicolaikapelle erwähnt, später zum Hospital Leprosorum (Aussätzigenhof, Siechenhaus) gehörig, Neubau 1715, benannt nach Herzog Friedrich II. (1676–1732). Heute noch als Kirche regelmäßig genutzt. |    |
| Fotos hochladen                | Kaufhaus                                                    | Erfurter Straße 1 (Karte)                      |           | 1872 als „Hotel Wünscher“ erbaut. |    |
| Fotos hochladen                | Erfurter Straße 2/Mönchelsstraße 21a                        | Erfurter Straße 2 - Mönchelsstraße 21a (Karte) |           | Im 18. Jahrhundert Zucht-, Waisen- und Irrenanstalt. Später zogen verschiedene Behörden hier ein, so das Amtsgericht, 1950 die Volkspolizei und der Rat des Kreises. |    |
| Fotos hochladen                | Kaufhaus                                                    | Erfurter Straße 5 und 7 (Karte)                |           | 1904 als Kaufhaus M. Conitzer & Söhne nach Plänen des Architekten Richard Klepzig errichtet, wurde es 1928 durch einen Neu- und Erweiterungsbau im Bauhausstil ersetzt, diesmal nach Plänen des Gothaer Architekten Bruno Tamme (1883–1964). Siehe auch: Coburger Kaufhaus Conitzer mit Hintergrundinformationen                                                                                     |    |
| Fotos hochladen                | Kaufhaus M. Conitzer & Söhne, Kaufhaus Joh                  | Erfurter Straße 7 (Karte)                      |           | 1904 nach Plänen von Richard Klepzig erbaut, 1928 nach Plänen von Bruno Tamme im Bauhausstil (einzig im Stadtzentrum) umgebaut. |    |
| Fotos hochladen                | ehemaliges Kaufhaus Schocken                                | Erfurter Straße 17 (Karte)                     |           | siehe Denkmalliste der Stadt Gotha unter |    |
| Fotos hochladen                | Erfurter Straße 19                                          | Erfurter Straße 19 (Karte)                     |           | Wohn- und Geschäftshaus, ehemaliges Geschäftshaus der Bäckerfamilie Bonsack; Architekt: Julius Krusewitz, erbaut Ende 19. Jh. |    |
| Fotos hochladen                | Kaufhaus                                                    | Erfurter Straße 20 (Karte)                     |           | „Feldmann-Kaufhaus“, „Wasserbettenhaus“, Architekt: Julius Krusewitz, erbaut Ende 19. Jh. |    |

##### Ernststraße bis Hansenstraße
- Ernststraße: Die Straße ist seit 1991 benannt nach Herzog Ernst II., dem großen Förderer der Stadt. Sie war früher ein Teil der Dr.-Hans-Loch-Straße.
- Florschützstraße: Die Straße ist seit 1939 nach Johann Christoph Florschütz (1794–1882) benannt, dem Lehrer und langjährigen Begleiter von Prinz Albert von Sachsen-Coburg und Gotha und dessen Bruder Prinz Ernst.
- Friedrichstraße: Der Straßenname ehrt die Herzöge Friedrich I., II. und III., die von 1675 bis 1772 die Geschicke der Stadt mitbestimmten. Zur DDR-Zeit hieß sie „Karl-Marx-Straße“.
- Friedrich-Perthes-Straße: Die Straße ist benannt nach Friedrich Christoph Perthes, einem bedeutenden Verleger und Buchhändler Gothas.
- Gadollastraße: Die Straße ist benannt nach Josef Ritter von Gadolla, der 1945 durch Befehlsverweigerung die Zerstörung durch die Alliierten verhinderte. Ursprüngliche Bezeichnung „Kasernenstraße“.
- Galbergweg: Die Straße ist benannt nach dem Gal(gen)berg, einem Bergkamm des Krahnbergs, des Hausbergs von Gotha.
- Gartenstraße: Hier war vor 1969 eine Straße mit Gärten und hohen Bäumen, wo sich die wohlhabenden Bürger ihre Villen bauen wollten. Das ist aber im Zuge der Verbreiterung wegen der Straßenbahn nur wenigen gelungen. Der Name war nur noch Hülle.
- Goethestraße: Goethe war mehrfach in Gotha zu Besuch.
- Goldbacher Straße: Die Straße ist benannt nach Goldbach, einem Ortsteil der Gemeinde Nessetal im Landkreis Gotha, wohin die Straße direkt führt.
- Gotthardstraße: Die Straße ist nach dem Schutzpatron der Stadt, St. Gotthard, benannt. Der obere Abschnitt (Friedrichstraße-Kastanienallee) war lt. Stadtplan von 1859 Teil der Kastanienallee, der untere Teil (bis zum Wilden Graben) hieß „Grünes Gäßchen“.
- Hansenstraße: Die Straße ist benannt nach Peter Andreas Hansen, einem Direktor der Seeberg-Sternwarte.

| Bild                           | Bezeichnung                                        | Lage                                         | Datierung | Beschreibung | ID |
| ------------------------------ | -------------------------------------------------- | -------------------------------------------- | --------- | --- | -- |
| Fotos hochladen                | Wohnhaus und Einfriedung                           | Ernststraße 1 (Karte)                        |           | |    |
| Fotos hochladen                | Wohnhaus mit Einfriedung                           | Ernststraße 5a (Karte)                       |           | |    |
| Fotos hochladen                | Wohnhaus                                           | Ernststraße 10 (Karte)                       |           | |    |
| Fotos hochladen                | Wohnhaus mit Einfriedung                           | Ernststraße 16 (Karte)                       |           | |    |
| Fotos hochladen                | Wohnhaus mit Einfriedung                           | Ernststraße 18 (Karte)                       |           | |    |
| Fotos hochladen                | Gaststätte „Alte Sternwarte“, Meridian und Obelisk | Florschützstraße 10 (Karte)                  |           | |    |
| Fotos hochladen                | Wohnhaus mit Einfriedung                           | Friedrichstraße 1 (Karte)                    |           | 1904 von Richard Klepzig als Villa für Oskar Blödner erbaut |    |
| weitere Bilder Fotos hochladen | Winterpalais                                       | Friedrichstraße 2 (Karte)                    |           | |    |
| Fotos hochladen                | Wohnhaus                                           | Friedrichstraße 4 (Karte)                    |           | |    |
| BW                             | Wohnhaus                                           | Friedrichstraße 7; Karl-Marx-Straße (Karte)  |           | |    |
| BW                             | Ehemalige Hofapotheke, nur noch Portal erhalten    | Friedrichstraße 12 (Karte)                   |           | |    |
| weitere Bilder Fotos hochladen | Wohnhaus mit Garten und Einfriedung                | Friedrichstraße 14, Villa Kunreuther (Karte) |           | Villa der Familie Kunreuther, ein Stolperstein vor dem Haus erinnert an die Verschleppung von Anna Marie Kunreuther und ihrer Schwester Marie Louise in das Ghetto Theresienstadt im September 1942. |    |
| Fotos hochladen                | Wohnhaus mit Garten und Einfriedung                | Friedrichstraße 19, Villa (Karte)            |           | |    |
| Fotos hochladen                | Wohnhaus                                           | Friedrichstraße 24 (Karte)                   |           | |    |
| Fotos hochladen                | Wohnhaus                                           | Friedrich-Perthes-Straße 4 (Karte)           |           | 1903 als Geschäftshaus für den Perthes-Verlag von Richard Klepzig erbaut |    |
| Fotos hochladen                | Gadollastraße 7                                    | Gadollastraße 7 (Karte)                      |           | ehemaliges Offizierskasino (heute Seniorenheim) |    |
| BW                             | ehemaliges Gartenhaus                              | Galbergweg 6 (Karte)                         |           | ehemaliges Gartenhaus |    |
| Fotos hochladen                | Galbergweg 12                                      | Galbergweg 12 (Karte)                        |           | Ehemalige Rohrbach’sche Sternwarte. Den 30 m hohen Stahlbeton-Turm hatte sich Rohrbach im Jahre 1905 auf seinem Privatgrundstück errichten lassen. Das Fernrohr wurde auf eine eigene Säule im Turm gestellt, um Schwingungen zu vermeiden. |    |
| Fotos hochladen                | Wohnhaus (heute Kreiskirchenamt)                   | Gartenstraße 12 (Karte)                      |           | |    |
| Fotos hochladen                | Gartenstraße 28                                    | Gartenstraße 28 (Karte)                      |           | Das Gebäude wurde 1903 errichtet und vom Unternehmer Otto Böhm und seiner Frau Minna, geb. Schröpfer, bewohnt. Hier betrieb das Ehepaar „Böhms Weinschenke“. Von 1902 bis 1987 konnte man in dieser Gaststätte speisen. Heute befindet sich erneut eine Gaststätte im Gebäude. |    |
| Fotos hochladen                | Wohnhaus                                           | Goethestraße 2 (Karte)                       |           | |    |
| Fotos hochladen                | Wohnhaus                                           | Goethestraße 3, 5, 7 und 9 (Karte)           |           | Die Häuser Goethestr. 3 bis 9 bilden einen architektonisch einheitlichen Komplex. |    |
| Fotos hochladen                | Wohnhaus                                           | Goldbacher Straße 24a (Karte)                |           | |    |
| Fotos hochladen                | Schützenplatz 1 und 3                              | Schützenplatz 1, 3 (Karte)                   |           | Schießhaus und Stadthalle |    |
| Fotos hochladen                | Schule und Kindergarten                            | Gotthardstraße 8 (Karte)                     |           | |    |
| Fotos hochladen                | Gotthardstraße 9                                   | Gotthardstraße 9 (Karte)                     |           | Ehemaliges „Lang’sches Stiftungshaus“: Johann Wilhelm Lang war ein Buchbinder, der in Gotha eine Tochter des Hauses Hennicke, einem Buchbindereibetrieb, heiratete. Der Betrieb mit seiner Werkstatt hatte großen Erfolg. So konnte er im Jahre 1893 der Stadt Gotha 41.000 Mark zur Verfügung stellen, die diese unter anderem „zur Errichtung einer Haushalts- und Kochschule für unbemittelte Mädchen“ verwenden sollte. Das 1897 errichtete Schulgebäude der „Lang-Stiftung“ beherbergte auch die aus einer anderen Lang'schen Stiftung entstandenen Stadtbibliothek. |    |
| Fotos hochladen                | Turnhalle                                          | Gotthardstraße 14 (Karte)                    |           | Das Gebäude wurde 1878 errichtet. Heute beherbergt es den Boxclub „Wacker Gotha e. V.“. |    |
| Fotos hochladen                | Wohnhaus                                           | Hansenstraße 7 (Karte)                       |           | |    |

##### Hauptmarkt
Der Platz hieß nicht immer so: Früher hieß der höher gelegene Teil „Holzmarkt“, der tiefer gelegene „Jakobsplatz“, weil hier eine Jakobskapelle stand. Schon immer war der Hauptmarkt das Zentrum des kulturellen, politischen und wirtschaftlichen Lebens. Bis 1968 fuhr auch die Straßenbahn über den Hauptmarkt, durch die Markt- und die Erfurter Straße zum Bahnhof.

| Bild                           | Bezeichnung                                            | Lage                       | Datierung       | Beschreibung | ID |
| ------------------------------ | ------------------------------------------------------ | -------------------------- | --------------- | --- | -- |
| weitere Bilder Fotos hochladen | Rathaus                                                | Hauptmarkt 1 (Karte)       | 16. Jahrhundert | Das Gebäude wurde im Jahre 1574 als Kaufhaus für die Tuch-, Waid- und Getreidehändler errichtet. |    |
| weitere Bilder Fotos hochladen | Innungshalle                                           | Hauptmarkt 2 (Karte)       |                 | Vorgängerbau 1632 abgebrannt, Neubau 1633, 1715 Umbau im barocken Stil unter Herzog Friedrich II., bis 1665 Rathaus, 1820 bis 1911 Sitz der ersten deutschen Handelsschule, 1817 von Ernst-Wilhelm Arnoldi gegründet, Umbau des Erdgeschosses durch Julius Krusewitz 1885 |    |
| weitere Bilder Fotos hochladen | Ratskeller                                             | Hauptmarkt 3 (Karte)       |                 | Ursprünglich „Haus zum Straußen“, 1632 durch Brand beschädigt, 1715 Neubau, 1907 Umbau durch Wilhelm Goette (1873–1927) |    |
| Fotos hochladen                | Wohn- und Geschäftshaus                                | Hauptmarkt 4 und 5 (Karte) |                 | |    |
| weitere Bilder Fotos hochladen | Wohn- und Geschäftshaus                                | Hauptmarkt 6 (Karte)       |                 | Der Komplex der Häuser 6 und 7 steht auf der Ecke Hauptmarkt und Hünersdorfstraße. Haus Nr. 6 hat(te) auch den Namen „Haus [unleserlich] (zum) Kautz“. |    |
| Fotos hochladen                | Wohn- und Geschäftshaus                                | Hauptmarkt 7 (Karte)       |                 | In diesem Hause befanden sich (mindestens bis 1914) die Kolonialwarenhandlung F.A. Kaempf und die Konditorei Loesche. Letztere zog nach einem Brand im Jahre 1914 in das neu erbaute Haus Buttermarkt 6 ein, wo sie sich noch heute befindet. |    |
| Fotos hochladen                | Wohn- und Geschäftshaus                                | Hauptmarkt 8 (Karte)       |                 | Das „Haus zu den Löwenköpfen“ trägt über dem Portal eine Hausmarke mit einem Schriftband „Zu den Löwen-Köpffen 1616“. |    |
| Fotos hochladen                | Wohn- und Geschäftshaus, „Haus zur Weintraube“         | Hauptmarkt 9 (Karte)       |                 | 1665 nach dem großen Stadtbrand erbaut. Das Relief an der Hauswand (unteres Bild) zeigt zwei Landsknechte, die eine riesige Traube tragen. An der Hausecke zur Gutenbergstraße (mittleres Bild) ist der Psalmspruch 41 in barocker Knotenform angebracht: „Gelobet sei der Herr, der Gott Israel von nun an bis in Ewigkeit. Amen.“ Das verstand man damals als Bitte um Schutz gegen Feuer. Im linken Gebäudeteil seit 1874 Bekleidungsgeschäft, im rechten Teil bis 1927 das vornehme Gasthaus „Zum Riesen“. 1927 Umbau in heutiges Aussehen. |    |
| weitere Bilder Fotos hochladen | Wohn- und Geschäftshaus                                | Hauptmarkt 10 (Karte)      |                 | Das „Haus zum roten Horn“ ist Gothas älteste Apotheke und war erste Hof-Apotheke. 1525 erste Erwähnung als Gewürzkrämer, am 5. August 1578 erhielt der Apotheker Matthias Doehnel das „herzogliche privilegium exclusivum“. Das haus blieb von 1553 bis 1677 im Familienbesitz der Doehnels. An der Nordseite ist ein Renaissancegiebel und Fachwerkanbau aus dem 17. Jahrhundert. 1949 wurde die Hof-Apotheke in Goethe-Apotheke umbenannt. |    |
| weitere Bilder Fotos hochladen | Wohnhaus und Seitenflügel, Haus „Zu den zwei Helmen“   | Hauptmarkt 15 (Karte)      | 1542            | Das Haus Nr. 15 hat ein Portal aus dem Jahre 1542. Die Stadtbrände des 17. Jahrhunderts verschonten das Gebäude wie nur wenige andere. Rechts oberhalb des Portals ist in der Wand ein Loch, in das ein Brauzeichen gesteckt wurde, wenn es frisch gebrautes Bier gab (Siehe auch Schlossberg 10). Im Nachbarhaus Nr. 14 („Haus zum roten Hirsch“, kein ausgewiesenes Kulturdenkmal): Hier lebte von 1823 bis zu seinem Tod am 27. Mai 1841 Ernst Wilhelm Arnoldi und begründete hier im Jahre 1827 die erste deutsche Lebensversicherung, „Lebensversicherungsbank für Deutschland“. Hier lebte zudem von 1963 bis 2000 der 1921 in Starkstadt geborene Maler, Grafiker und Schriftsteller Kurt W. Streubel, der 2002 in Weimar gestorben ist. |    |
| weitere Bilder Fotos hochladen | Hauptmarkt 17                                          | Hauptmarkt 17 (Karte)      |                 | Im Vorgängerbau dieses Hauses, der im Jahre 1632 beim Stadtbrand zum Opfer fiel, wohnte der Gothaer Ratsherr Jobst Brengbier, der erste Schwiegervater von Lucas Cranach d.Ä. Später wurde es das Wohnhaus von Cranachs Tochter Ursula, die 1544 Georg Dasch heiratete. Im Doppelwappen (siehe Bild) finden wir die geflügelte Schlange (Cranach) und die Tasche (Dasch). Das jetzige Gebäude wurde Anfang des 18. Jahrhunderts auf älteren Bauteilen errichtet. Von 1852 bis 1986 diente es als Schulgebäude. Im gotischen Keller des Hauses befindet sich ein Pumpwerk der Wasserkunst am Schlossberg (sozusagen direkt vor der Tür) mit einer Turbine der Gothaer Maschinenfabrik Briegleb & Hansen aus dem Jahre 1895.                      |    |
| Fotos hochladen                | Wohn- und Geschäftshaus                                | Hauptmarkt 19 (Karte)      |                 | |    |
| Fotos hochladen                | Wohn- und Geschäftshaus, Hinterhaus (nicht abgebildet) | Hauptmarkt 25 (Karte)      |                 | |    |
| Fotos hochladen                | Wohn- und Geschäftshaus                                | Hauptmarkt 27 (Karte)      |                 | |    |
| Fotos hochladen                | Wohn- und Geschäftshaus                                | Hauptmarkt 28 (Karte)      |                 | |    |
| Fotos hochladen                | Sachteil Fenstergewände 1. und 2. OG                   | Hauptmarkt 29 (Karte)      |                 | |    |
| Fotos hochladen                | Wohn- und Geschäftshaus                                | Hauptmarkt 30 (Karte)      |                 | |    |
| Fotos hochladen                | Wohn- und Geschäftshaus                                | Hauptmarkt 31 (Karte)      |                 | |    |
| Fotos hochladen                | Hinterhaus Waidhaus (nicht abgebildet)                 | Hauptmarkt 32 (Karte)      |                 | |    |
| Fotos hochladen                | Wohn- und Geschäftshaus                                | Hauptmarkt 33 (Karte)      |                 | |    |
| Fotos hochladen                | Wohn- und Geschäftshaus                                | Hauptmarkt 34 (Karte)      |                 | Haus „Zur Güldenen Krone“: Das Haus mit dem Renaissanceportal war der Wohnsitz des Geheimen Ratsdirektors Johann Friedrich Bachoff von Echt. Von 1803 bis 1875 fungierte es als Poststation. Während dieser Zeit von 1817 bis 1867 als Station der Post von Thurn und Taxis. |    |
| Fotos hochladen                | Wohn- und Geschäftshaus                                | Hauptmarkt 35 (Karte)      |                 | |    |
| Fotos hochladen                | Wohn- und Geschäftshaus, Waidhaus                      | Hauptmarkt 36 (Karte)      |                 | |    |
| Fotos hochladen                | Wohn- und Geschäftshaus, Haus „Zur güldenen Quelle“    | Hauptmarkt 37 (Karte)      |                 | Geburtshaus von Ernst-Wilhelm Arnoldi |    |
| Fotos hochladen                | Wohn- und Geschäftshaus                                | Hauptmarkt 38 (Karte)      |                 | |    |
| weitere Bilder Fotos hochladen | Wohn- und Geschäftshaus                                | Hauptmarkt 39 (Karte)      |                 | |    |
| weitere Bilder Fotos hochladen | Wohn- und Geschäftshaus, hofseitiger Anbau             | Hauptmarkt 40 (Karte)      | 1599            | Das „Haus zur goldenen Schelle“ wurde 1599 errichtet. Ursprünglich ein Gasthof zur Ausspanne mit Pferdeställen. Hier übernachtete Goethe mit seiner Christiane. Im Jahre 1870 zogen die Familien Emanuel und Abraham Ruppel aus Stadtlengsfeld nach Gotha und eröffneten in diesem Haus die Eisenwarenhandlung „Gebrüder Ruppel“. Sie gründeten später die Ruppelwerke in der Reinhardsbrunner Str. 57–59. |    |
| Fotos hochladen                | Wohn- und Geschäftshaus                                | Hauptmarkt 41 (Karte)      |                 | Ehemaliges „Haus zur silbernen Schelle“ |    |
| Fotos hochladen                | Wohn- und Geschäftshaus (links 42, rechts 43)          | Hauptmarkt 42 (Karte)      |                 | Haus „Zur Löwenburg“: Martin Luther weilte in diesem Haus auf der Reise von Schmalkalden nach Weimar vom 27. Februar bis 4. März. Er war Gast des Amtsschössers Johann Lebe in der nach ihm benannten „Löwenburg“. Schwer erkrankt, verfasste Luther hier sein erstes Testament und bestimmte Gotha als seinen Begräbnisort. Nach einer Wiedergenesung konnte er jedoch seine Reise fortsetzen. |    |
| Fotos hochladen                | Wohn- und Geschäftshaus                                | Hauptmarkt 43 (Karte)      |                 | |    |
| Fotos hochladen                | Wohn- und Geschäftshaus, Waidhaus                      | Hauptmarkt 45 (Karte)      |                 | „Haus zu den güldenen Sternen“, siehe Inschrift über dem Portal. Hier befand sich das Geschäft von Bertha Schneyer (1830–1912), die der Stadt einen hohen Geldbetrag und Grundstücke stiftete. |    |

##### Heinestraße bis Justus-Perthes-Straße
- Heinestraße: Benannt nach dem Dichterfürsten Heinrich Heine (1797–1856). Vor 1945 „Bismarckstraße“.
- Helenenstraße: Die Straße wurde benannt nach Helene Meusel, geb. Brückner, deren Gatte ein hervorragender Augenchirurg war.
- Hohe Straße: Möglicherweise ein Teilstück der alta strada von Frankfurt nach Leipzig.
- Hünersdorfstraße: Die Straße ist benannt nach Karl Heinrich Hünersdorf, einem Kommunalpolitiker und Oberbürgermeister Gothas. Anlass für die Namensnennung war die Goldene Hochzeit des Ehepaars am 4. September 1894. Bis 1869 hieß sie Fleischgasse als Gasse zum Fleischmarkt (heute Buttermarkt). Bis Ende des 19. Jahrhunderts standen am Buttermarkt die Verkaufsbuden der Metzger, die „Fleischbänke“.
- Jägerstraße: In der Jägerstraße befand sich die herzogliche Oberlandjägermeisterei.
- Jüdenstraße: Schon im Mittelalter durften Juden nur in bestimmten Straßen wohnen, so wohl auch hier in der Jüdenstraße. Nach 1933 hieß die Straße Dietrich-Eckart-Straße, nach 1945 Waidstraße.
- Justus-Perthes-Straße: Die Straße ist benannt nach Justus Perthes, dem deutschen Buchhändler und Verleger in Gotha.

| Bild                                    | Bezeichnung                                                                      | Lage | Datierung | Beschreibung | ID |
| --------------------------------------- | -------------------------------------------------------------------------------- | --- | --------- | --- | -- |
| Fotos hochladen                         | Wohnhaus                                                                         | Heinestraße 1 (Karte)                                                                                                |           | |    |
| Fotos hochladen                         | Landratsamt                                                                      | Helenenstraße 4 (Karte)                                                                                              |           | Hier befand sich 1964 bis 1989 die Kreisdienststelle des Ministeriums für Staatssicherheit der DDR, die so genannte „StaSi“. Am 4. Dezember 1989 besetzten mutige Gothaer Bürger des Gothaer Bürgerkomitees das Haus. |    |
| Fotos hochladen                         | Wohnhaus                                                                         | Helenenstraße 5 (Karte)                                                                                              |           | |    |
| Fotos hochladen                         | Wohnhaus und Einfriedung                                                         | Helenenstraße 8 (Karte)                                                                                              |           | |    |
| Fotos hochladen                         | Wohnhaus                                                                         | Helenenstraße 16 (Karte)                                                                                             |           | |    |
| Fotos hochladen                         | Wohnhaus und Einfriedung                                                         | Hohe Straße 11 (Karte)                                                                                               |           | |    |
| Fotos hochladen                         | Wohnhaus und Einfriedung                                                         | Hohe Straße 38 (Karte)                                                                                               |           | |    |
| Fotos hochladen                         | Wohnhaus                                                                         | Hünersdorfstraße 1 (Karte)                                                                                           |           | |    |
| Fotos hochladen                         | Wohn- und Geschäftshaus                                                          | Hünersdorfstraße 7 (Karte)                                                                                           |           | |    |
| Fotos hochladen                         | Sachteil Ladenzone                                                               | Hünersdorfstraße 8 (Karte)                                                                                           |           | |    |
| Fotos hochladen                         | Wohn- und Geschäftshaus                                                          | Hünersdorfstraße 10 (Karte)                                                                                          |           | |    |
| Fotos hochladen                         | Sachteil Ladenzone                                                               | Hünersdorfstraße 16 (Karte)                                                                                          |           | |    |
| BW                                      | Wohnhaus mit Nebengebäude und Einfriedung                                        | Ifflandstraße 2 (Karte)                                                                                              |           | |    |
| Direkt Bild zu diesem Denkmal hochladen | Schwengelpumpen                                                                  | Inselsbergstraße |           | |    |
| Fotos hochladen                         | Trafohäuschen                                                                    | Jägerstraße (Karte)                                                                                                  |           | |    |
| weitere Bilder Fotos hochladen          | ehemalige Sternwarte                                                             | Jägerstraße 7 (Karte)                                                                                                |           | |    |
| Fotos hochladen                         | Wohnhaus                                                                         | Jüdenstraße 11 (Karte)                                                                                               |           | |    |
| Fotos hochladen                         | Amtsgericht                                                                      | Justus-Perthes-Straße 2 (Karte)                                                                                      |           | |    |
| Fotos hochladen                         | Schule mit Einfriedung                                                           | Justus-Perthes-Straße 2a (Karte)                                                                                     |           | Das Gebäude wurde 1908 vom Gothaer Architekten Alfred Cramer entworfen und errichtet. Für diesen Bau wurde ihm das Ritterkreuz II. Klasse des Herzoglich Sächsisch-Ernestinischen Hausordens verliehen. Das Werksteingebäude ruht auf einem E-förmigen Grundriss. Das Hauptgebäude umschließt einen Innenhof. Die Obergeschosse des Hauptgebäudes sind durch Pilaster und Kapitelle zusammengefasst. Die straßenseitige Fassade wird durch einen dreiachsigen Risalit mit dem von Akroterien bekrönten Wappen der Herzöge von Gotha hervorgehoben. Das Erscheinungsbild entspricht dem Baustil der Neorenaissance. |    |
| Fotos hochladen                         | Erbaut 1856; bis 2014 mehrfach erweitert und umgebaut, heute Klett-Perthes-Forum | Justus-Perthes-Straße 3–9 Ehemaliges Verlagsgebäude Justus Perthes (ab 2010 „Perthes-Forum“), Sachgesamtheit (Karte) |           | Der ehemalige Verlagskomplex wurde von 2012 bis 2014 umgebaut und dient als neues zentrales Depot- und Archivgebäude für umfangreiche Bestände der Stiftung Schloss Friedenstein, des Thüringischen Staatsarchivs Gotha und der Forschungsbibliothek Gotha (inkl. der Sammlung Perthes Gotha). |    |
| Fotos hochladen                         | Wohn- und Geschäftshaus                                                          | Justus-Perthes-Straße 11 (Karte)                                                                                     |           | Erbaut 1886 |    |

##### Karl-Schwarz-Straße bis Mariengasse
- Karl-Schwarz-Straße: Die Straße ist benannt nach dem Theologen Karl Schwarz, der unter anderem in Gotha seinen Wirkungskreis hatte. Früher hieß sie „Kleine Brühler Straße“, nach der Anlage des Friedhofs III „Friedhofstraße“.
- Kastanienallee: Eine – auch heute noch – mit Kastanienbäumen bestandene Straße.
- Kesselmühlenweg: Die Straße ist benannt nach der denkmalgeschützten, ehemaligen Kessel(born)mühle, an der Trennung zwischen Mühlgraben und Wildem Graben, siehe Kesselmühle
- Liebetraustraße: Die Straße ist benannt nach Otto Liebetrau, einem Gothaer Kommunalpolitiker und Oberbürgermeister. Vorher „Reichsstraße“, zwischenzeitlich „Fritz-Heilmann-Straße“.
- Lindenauallee: Die Straße ist benannt nach Bernhard von Lindenau, Astronom auf der Seeberg-Sternwarte.
- Lucas-Cranach-Straße: Die Straße ist benannt nach Lucas Cranach d.Ä., der im Vorgängerbau des Hauses an der Ecke zum Hauptmarkt lebte (Hauptmarkt 17). Bis 1888 hieß sie „Kleine Siebleber Gasse“.
- Lutherstraße: Die Straße wurde zu Ehren des Reformators Martin Luther benannt, der Gotha viermal besuchte. Die ehemals bis 1890 nur schmale Gasse Lutherstraße entstand in Folge der Neubauten der Sparkasse als breite Fahrstraße und Durchbruch vom Neumarkt zur Gartenstraße um die Jahrhundertwende 1899/1900. Am Südende der Lutherstraße zweigt nach NO die Gerbergasse ab, unter der ein Teil des Leinakanals verläuft, der seit 1855 mit Platten überdeckt war und heute in Rohren verläuft. Noch 1950 standen in der schmalen Gasse die kleinen Gerberhäuser.
- Margarethenstraße:  Der benachbarten Kirche St. Margarethen verdankt die Straße ihren Namen.
- Mariengasse: Die Gasse wurde benannt nach Herzogin Marie, der Gattin des Herzogs Ernst I. von Sachsen-Coburg und Gotha und Begründerin der Kinderheilanstalt „Marienpflege“ (Mariengasse 1).

| Bild                           | Bezeichnung                        | Lage                            | Datierung | Beschreibung | ID |
| ------------------------------ | ---------------------------------- | ------------------------------- | --------- | --- | -- |
| Fotos hochladen                | Wohnhaus                           | Karl-Schwarz-Straße 2 (Karte)   |           | |    |
| Fotos hochladen                | Wohnhaus                           | Kastanienallee 8 (Karte)        |           | Ärztehaus, vormals „Haus Fischer“. |    |
| Fotos hochladen                | Brücke über Flutgraben             | Kesselmühlenweg (Karte)         |           | |    |
| Fotos hochladen                | Kesselmühle, Sachgesamtheit        | Kesselmühlenweg 4 (Karte)       |           | |    |
| Fotos hochladen                | Friedhof                           | Langensalzaer Straße 98 (Karte) |           | Friedhof mit Krematorium - Hauptfriedhof |    |
| weitere Bilder Fotos hochladen | Leinakanal                         | Leinakanal (Karte)              |           | Leinakanal mit Bauwerken und Aquädukt, Wasserkunst u. Pumpstation |    |
| Fotos hochladen                | Wohnhaus                           | Liebetraustraße 20 (Karte)      |           | |    |
| BW                             | Wohnhaus                           | Liebetraustraße 22 (Karte)      |           | |    |
| Fotos hochladen                | Wohnhaus                           | Lindenauallee 28 (Karte)        |           | |    |
| Fotos hochladen                | Wohnhaus                           | Lucas-Cranach-Straße 3 (Karte)  |           | |    |
| Fotos hochladen                | Wohnhaus                           | Lucas-Cranach-Straße 7 (Karte)  |           | |    |
| weitere Bilder Fotos hochladen | Wohnhaus und Seitengebäude         | Lucas-Cranach-Straße 9 (Karte)  |           | Wohnhaus des Freiherrn Silvius Friedrich Ludwig von Frankenberg (1728–1815), Geheimer Rat und Minister dreier Herzöge zu Gotha-Sachsen-Altenburg von 1765 bis zu seinem Tod. Das Haus wurde 1712 erbaut. Als Minister in Weimar hat auch Goethe hier geweilt. |    |
| Fotos hochladen                | Frankenberg'sches Gartenhaus       | Lucas-Cranach-Straße 9a (Karte) |           | |    |
| Fotos hochladen                | Wohn- und Geschäftshaus            | Lucas-Cranach-Straße 11 (Karte) |           | |    |
| Fotos hochladen                | Sparkasse                          | Lutherstraße 2 (Karte)          |           | 1905–1906 im Jugendstil errichtet durch das Berliner Architektenbüro Erdmann und Spindler als neues Hauptgebäude für die 1830 gegründete „Sparkasse für das Herzogthum Gotha“.                                                                                |    |
| Fotos hochladen                | Wohn- und Geschäftshaus, KSK Gotha | Lutherstraße 4–6 (Karte)        |           | Architekt: Julius Krusewitz, erbaut 1903 |    |
| Fotos hochladen                | AOK-Gebäude                        | Lutherstraße 8 (Karte)          |           | |    |
| Fotos hochladen                | Löfflerhaus                        | Margarethenstraße 2–4 (Karte)   |           | |    |
| Fotos hochladen                | Wohnhaus                           | Margarethenstraße 9 (Karte)     |           | |    |
| Fotos hochladen                | ehemaliges Gartenhaus              | Mariengasse 4                   |           | |    |

##### Marktstraße bis Mönchelsstraße

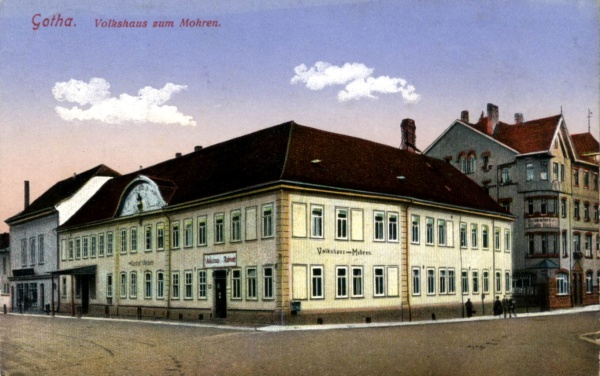
Volkshaus zum Mohren

- Marktstraße: Sie trägt ihren Namen, weil sie den Hauptmarkt mit dem Neumarkt verbindet und eine Händlerstraße ist. Ursprünglich hieß sie „Kleine Erfurter Gasse“ als Pendant zur „Großen Erfurter Gasse“, der heutigen Erfurter Straße.
- Mohrenstraße: Der Straßenname verweist auf den früheren Gasthof „Zum Mohren“, der der vornehmste und größte Gothas war. Bis 1897 verlief die Straße nach Erfurt vom Hauptmarkt über die Marktstraße, den Neumarkt, die Erfurter Straße, den Mohrenberg, am „Mohren“ vorbei, über die Friemarer Straße zum „Hohen Sand“, Mauerstraße, Schlichtenstraße, Seebergstraße, Erfurter Landstraße nach Siebleben (Weimarer Straße) (heutige Straßenbezeichnungen).
- Mönchelsstraße: Die Namensherkunft der Straße ist nicht eindeutig geklärt. Möglicherweise Ableitung von Henricius Mennichen, einem hier ansässigen Ratsherrn. Vielleicht haben hier aber auch die Mönche von St. Maragarethen gelebt. Oder beides …

| Bild            | Bezeichnung                                          | Lage                       | Datierung | Beschreibung | ID |
| --------------- | ---------------------------------------------------- | -------------------------- | --------- | --- | -- |
| Fotos hochladen | Wohn- und Geschäftshaus                              | Marktstraße 1 (Karte)      |           | |    |
| Fotos hochladen | Sachteil Fassade                                     | Marktstraße 4 (Karte)      |           | |    |
| Fotos hochladen | Wohn- und Geschäftshaus                              | Marktstraße 5 (Karte)      |           | |    |
| Fotos hochladen | Wohn- und Geschäftshaus                              | Marktstraße 6 (Karte)      |           | |    |
| Fotos hochladen | Wohn- und Geschäftshaus                              | Marktstraße 7 (Karte)      |           | |    |
| Fotos hochladen | Wohn- und Geschäftshaus                              | Marktstraße 9 (Karte)      |           | |    |
| Fotos hochladen | Wohn- und Geschäftshaus, Hinterhaus (Waidhaus)       | Marktstraße 11 (Karte)     |           | Hier befand sich die 1893 gegründete Lebensmittelhandlung von Otto Böhm, der das Haus im Jahre 1906 von den Erben des Färbermeisters Julius Piesbergen erworben hatte. Er ließ jedoch das alte Gebäude schon 1907 abreißen und beauftragte den Gothaer Architekten Alfred Cramer mit der Planung eines neuen Wohn- und Geschäftshauses. Bereits im Jahre 1908 war der Neubau fertig. Zwischen den Fenstern des ersten Obergeschosses befindet sich das Hochrelief der Dreimast-Kogge „Hansa“, Wahrzeichen der Familie. Hier befand sich von 1951 bis 1991 eine Konsumverkaufsstelle. |    |
| Fotos hochladen | Wohn- und Geschäftshaus                              | Marktstraße 12 (Karte)     |           | |    |
| Fotos hochladen | Wohn- und Geschäftshaus, Hofanlage mit Seitengebäude | Marktstraße 13 (Karte)     |           | |    |
| Fotos hochladen | Wohn- und Geschäftshaus                              | Marktstraße 18 (Karte)     |           | |    |
| Fotos hochladen | Wohn- und Geschäftshaus                              | Marktstraße 20 (Karte)     |           | Auch dieses Gebäude gehörte wie die Häuser Marktstraße 11 und Gartenstraße 28 dem Unternehmer Otto Böhm. |    |
| Fotos hochladen | Wohn- und Geschäftshaus,                             | Marktstraße 22 (Karte)     |           | |    |
| Fotos hochladen | Wohn- und Geschäftshaus,                             | Marktstraße 24 (Karte)     |           | |    |
| Fotos hochladen | Wohn- und Geschäftshaus                              | Marktstraße 26 (Karte)     |           | |    |
| Fotos hochladen | Wohnhaus                                             | Mohrenstraße 27a (Karte)   |           | |    |
| Fotos hochladen | Wohnhaus mit Remise und Garten                       | Mönchallee 14 (Karte)      |           | |    |
| Fotos hochladen | Verwaltungsgebäude                                   | Mönchelsstraße 21a (Karte) |           | |    |
| Fotos hochladen | Wohn- und Geschäftshaus                              | Mönchelsstraße 22 (Karte)  |           | |    |
| Fotos hochladen | Wohnhaus                                             | Mönchelsstraße 34 (Karte)  |           | |    |

##### Mozartstraße bis Puschkinallee
- Mozartstraße: Wolfgang Amadeus Mozart ist der Namensgeber der Straße, die vor 1933 Teil in die Ohrdrufer Straße mündete. Sie hieß von 1933 bis 1945 Hermann-Göring-Straße.
- Mühlgrabenweg: Im Jahre 1708 wurde der Mühlgraben als Ratsrinne-Abzweigung zum Hochwasserschutz angelegt. Das Teilstück, das parallel zur Straße in 50 m Abstand verläuft, ist allerdings der „Wilde Graben“; der Mühlgraben beginnt südlich des Viaduktes, betrieb die Kesselmühle und geht in Höhe der Brückenstraße in den Wilden Graben über.
- Myconiusplatz: Die Straße ist benannt nach Friedrich Myconius, Freund Luthers und Superintendent, der sich um die Reformation im Gothaer Raum und das hiesige Schulwesen verdient gemacht hat.
- Neumarkt: Der Neumarkt entstand durch die Ausdehnung des Marktplatzes und seine Spaltung in einen neuen und einen alten Markt (Hauptmarkt).
- Parkallee: Die Parkallee führt entlang des Schlossparks zwischen Museum und Rosengarten. Bis 1950 hieß sie Schloßallee, die heutige Puschkinallee war bis dahin die Schloßallee-Verlängerung namens Parkallee.
- Pestalozzi-Straße: So benannt zu Ehren des Pädagogen Johann Heinrich Pestalozzi.
- Pfarrgasse: Die Pfarrgasse bildete die Verbindung zwischen der Margarethenkirche und der Dienstwohnung ihres Pfarrers.
- Pfortenstraße: Als „Pfortengasse“ führte sie zu einer kleinen Pforte in der Stadtmauer. Alle Häuser der Pfortengasse brannten 1667 ab.
- Puschkinallee: So benannt zu Ehren des russischen Dichters Alexander Sergejewitsch Puschkin. Bis 1950 hieß sie Parkallee, die heutige Parkallee Schloßallee.

| Bild                           | Bezeichnung | Lage                       | Datierung | Beschreibung | ID |
| ------------------------------ | --- | -------------------------- | --------- | --- | -- |
| weitere Bilder Fotos hochladen | Prinzenpalais | Mozartstraße 1 (Karte)     |           | |    |
| Fotos hochladen                | Wohnhaus; ehemals im Besitz der Gothaer Leben | Mozartstraße 4 (Karte)     |           | |    |
| BW                             | Amtshaus - Herzogliches Hofjägerhaus | Mozartstraße 5 (Karte)     |           | |    |
| weitere Bilder Fotos hochladen | Reyherschule und Turnhalle | Mozartstraße 17 (Karte)    | 1900      | |    |
| Fotos hochladen                | Wohnblock (mit Bebelstraße 2 und 4) | Mozartstraße 18 (Karte)    |           | |    |
| Fotos hochladen                | Ackerbürgerhof, nordöstliches Stall- und Scheunengebäude, derzeit Kleinwohnungen | Mozartstraße 19 (Karte)    |           | |    |
| Fotos hochladen                | Wohnhaus | Mozartstraße 34 (Karte)    |           | |    |
| Fotos hochladen                | „Spohrhaus“ | Mühlgrabenweg 15 (Karte)   |           | Das Haus ist benannt nach Louis Spohr, Gothaer Konzertmeister und seit 1806 Ehefrau von Dorette Spohr. Er wohnte hier von 1808 bis 1813. Das Haus steht seit einigen Jahren leer und ist stark sanierungsbedürftig. Die einst an der Straßenseite angebrachte schlichte Erinnerungstafel mit dem Text Hier lebte Louis Spohr ist verschwunden. |    |
| Fotos hochladen                | Wohnhaus und Mauer (wohl Teil der Stadtmauer) | Myconiusplatz 1 (Karte)    |           | Hier stand einst das „Sundhäuser Tor“, ein westlicher Ausgang der Altstadt in Richtung Eisenach. |    |
| Fotos hochladen                | Superintendentur | Myconiusplatz 2 (Karte)    |           | |    |
| Fotos hochladen                | Wohn- und Geschäftshaus | Neumarkt 1 (Karte)         |           | |    |
| Fotos hochladen                | Wohn- und Geschäftshaus, Haus „Zum Schrapfen“, bis Mitte des 19. Jahrhunderts Station mit Übernachtungsmöglichkeit der fahrenden Post. Um 1900 Sitz des Bankhauses Strupp. | Neumarkt 6 (Karte)         |           | |    |
| Fotos hochladen                | Wohn- und Geschäftshaus | Neumarkt 26 (Karte)        |           | Das Haus ist das Geburtshaus von Dorette Spohr, geb. Scheidler, in ihrer Zeit eine bedeutende Harfespielerin. Von 1806 bis 1808 lebte hier ihr Ehemann Louis Spohr, lt. Nicolò Paganini „der größte Sänger auf der Violine“, der danach mit ihr im „Spohr-Haus“, Mühlgrabenweg 15, bis 1813 lebte.                                             |    |
| Fotos hochladen                | ehemaliger Marstall, 1848 nach Plänen des Architekten Gustav Eberhard (1805–1880) mit Seeberger Sandstein erbaut. Der Haupteingang des Nordflügels an der Parkallee hat ein Rundbogenportal mit sächsischen Rautenkranzwappen. Bis 1997 wurden die Reithalle und die Stallungen für den Reitsport benutzt. 1998 erfolgten umfangreiche Sanierungen zu Wohnungen, Büros und einer Galerie. Dies geschah mit finanzieller Unterstützung des Landes Thüringen. | Parkallee 1 (Karte)        |           | |    |
| Fotos hochladen                | Wohnhaus | Parkallee 13 (Karte)       |           | Wohnhaus Adam Weishaupts, Gründer der Illuminaten, Wohnsitz von 1786 bis zu seinem Tode. |    |
| weitere Bilder Fotos hochladen | Herzogliches Museum Gotha | Parkallee 15 (Karte)       | 1879      | |    |
| Fotos hochladen                | ehemalige Schule | Pestalozzistraße 2 (Karte) |           | |    |
| Fotos hochladen                | ehemaliges Alters- und Pflegeheim „Oskar Blödner“ | Pestalozzistraße 4 (Karte) |           | |    |
| Fotos hochladen                | Wohnhaus | Pfarrgasse 1 (Karte)       |           | |    |
| Fotos hochladen                | Ladenzone und Schriftzug | Pfortenstraße 1 (Karte)    |           | |    |
| Fotos hochladen                | Wohnhaus | Puschkinallee 2 (Karte)    |           | 1904 von Richard Klepzig als Villa für Leopold Möller erbaut |    |

##### Querstraße bis Reinhardsbrunner Straße
- Querstraße: Die Straße verläuft quer zu den anderen Altstadtstraßen, die eine Ost-West-Ausrichtung haben. Weil sie als erste Altstadtgasse gepflastert war, damit sie wegen ihres Gefälles bei Regen nicht auf den Neumarkt weggeschwämmt wird, wurde sie früher auch „Steinerne Gasse“ genannt.
- Reinhardsbrunner Straße: Die Straße führt über Sundhausen und Wahlwinkel zum Schloss Reinhardsbrunn. Während der NS-Zeit trug sie den Namen von Willy Marschner, einem Funktionär dieser Zeit.

| Bild            | Bezeichnung                    | Lage                                                | Datierung | Beschreibung | ID |
| --------------- | ------------------------------ | --------------------------------------------------- | --------- | --- | -- |
| Fotos hochladen | Wohn- und Geschäftshaus        | Querstraße 2 (Karte)                                |           | |    |
| Fotos hochladen | Wohn- und Geschäftshaus        | Querstraße 4 (Karte)                                |           | |    |
| Fotos hochladen | Wohn- und Geschäftshaus        | Querstraße 10 (Karte)                               |           | |    |
| Fotos hochladen | Wohnhaus                       | Querstraße 14 (Karte)                               |           | |    |
| Fotos hochladen | Wohn- und Geschäftshaus        | Querstraße 16 (Karte)                               |           | |    |
| Fotos hochladen | Geschäftshaus                  | Querstraße 17 (Karte)                               |           | Unteres Bild: Hausmarke über dem Eingangsportal. Im Keller aufwändige Ausgrabungen und Restaurierungsarbeiten. |    |
| Fotos hochladen | Wohn- und Geschäftshaus        | Querstraße 21 (Karte)                               |           | Nach einer Inschrift im Giebel aus dem Jahre 1668; Franckehaus, erbaut von Johannes Francke. Ehewappen von Johannes (Hans) Francke (1625–1670), Hof- und Justizrat für Herzog Ernst den Frommen von Sachsen-Gotha-Altenburg, und Anna Gloxin (1635–1709), Tochter des Lübecker Bürgermeisters David Gloxin (1597–1671). Das sind die Eltern des Theologen August Hermann Francke (1663–1727). Inschriftenstein mit Psalm 40 Vers 12. |    |
| Fotos hochladen | Vierseithofanlage mit Wohnhaus | Querstraße 24 (Karte)                               |           | |    |
| BW              | Wohnhaus mit Einfriedung       | Reinhardsbrunner Straße 4 (Karte)                   |           | |    |
| Fotos hochladen | Wohnhaus                       | Reinhardsbrunner Straße 10 (Karte)                  |           | |    |
| Fotos hochladen | Wohnhaus und Einfriedung       | Reinhardsbrunner Straße 14 - 18. Märzstraße (Karte) |           | Architekt: Julius Krusewitz, erbaut 1898 |    |
| Fotos hochladen | Wohnhaus                       | Reinhardsbrunner Straße 16 (Karte)                  |           | |    |
| Fotos hochladen | Wohnhaus                       | Reinhardsbrunner Straße 17 (Karte)                  |           | |    |
| Fotos hochladen | Reinhardsbrunner Straße 19     | Reinhardsbrunner Straße 19 (Karte)                  |           | Herzog-Ernst-Schule, ehemaliger Sitz des Herzog-Ernst-Seminars, einer Schule für Lehrer, das auf Initiative des Waisenhauspfarrers Johann Christian Haun 1780 entstanden ist. Architekt: Julius Krusewitz, erbaut 1888 |    |
| Fotos hochladen | Gebäude Landratsamt            | Reinhardsbrunner Straße 23 (Karte)                  |           | |    |
| Fotos hochladen | Wohnhaus und Einfriedung       | Reinhardsbrunner Straße 26 (Karte)                  |           | |    |
| Fotos hochladen | Wohnhaus und Einfriedung       | Reinhardsbrunner Straße 31 (Karte)                  |           | |    |
| Fotos hochladen | Wohnhaus und Einfriedung       | Reinhardsbrunner Straße 35 (Karte)                  |           | |    |
| Fotos hochladen | Wohnhaus                       | Reinhardsbrunner Straße 42 (Karte)                  |           | |    |

##### Schäferstraße bis Seebachstraße
- Schäferstraße: Die Straße ist benannt nach dem Postmeister Friedrich August Schäfer (1796–1880), dem Gründer unter anderem der Schäferstiftung.
- Schlossberg: Eine steil bergauf führende Straße vom Hauptmarkt zum Schloss.
- Schöne Allee: Die Straße trägt ihren Namen zu Recht. Einst hieß sie Lange Allee und Große Allee und war eine der begehrtesten Wohnlagen des reichen Bürgertums.
- Schützenallee: Bis 1824 Große Brühler Straße, dann zu Ehren der Gothaer Schützen in Schützenallee umbenannt.
- Schützenberg: Bis 1823 Brühlstraße, dann zu Ehren der Gothaer Schützen in Schützenberg umbenannt. Sie führt steil bergan zum Schützenplatz bei der Stadthalle.
- Schwabhäuser Straße: Namensgeber dieser erstmals 1405 genannten Straße könnten die Herren von Schwabhausen, aber auch ein Senator und ein Ratsmeister des 14. Jahrhunderts sein. Es ist ungeklärt.
- Seebachstraße: So im Jahre 1874 zu Ehren des verdienstvollen Ministers Camillo von Seebach benannt.

| Bild                           | Bezeichnung                              | Lage                                      | Datierung | Beschreibung | ID |
| ------------------------------ | ---------------------------------------- | ----------------------------------------- | --------- | --- | -- |
| Fotos hochladen                | Schäferschule, ehemalige Schäferstiftung | Schäferstraße 10 (Karte)                  |           | Im Testament des Postmeisters Friedrich August Schäfer (1796–1880) war verfügt, dass aus seinen Mitteln ein „Heim für arbeitsunfähige Männer“ errichtet werden soll. Das „Schäferstift“ wurde 1894 nach Plänen von Bruno Eelbo als Männer-Altersheim gebaut und fungiert heute als „Kinder- und Jugendzentrum Big Palais“. |    |
| Fotos hochladen                | Wohnhaus                                 | Schäferstraße 47 (Karte)                  |           | |    |
| weitere Bilder Fotos hochladen | ehemaliges „Landschaftshaus“             | Schlossberg 2 (Karte)                     |           | Das Haus war ehemals das „Westernhagensche Palais“, das Palais des Generals von Westernhagen. Es wurde um 1600 erbaut und um 1700 in seiner heutigen Form erneuert. Von 1641 bis 1848 war hier der Sitz der Ständevertretung, danach bis 1920 Sitz des Landtages, danach der Sitz verschiedener Behörden. Von 1931 bis Kriegsende war hier die Thüringische Bakteriologische Untersuchungsanstalt untergebracht, von 1945 bis 1991 das Hygieneinstitut. Renovierungen erfuhr das Gebäude in den Jahren 1957 und 1975, derzeit (2015) ist eine weitere Renovierung hinter verbergenden bemalten Planen im Gange. Im Jahre 2008 hatte die stadteigene Baugesellschaft das Haus vom Land Thüringen gekauft. |    |
| Fotos hochladen                | Wohnhaus                                 | Schlossberg 4 (Karte)                     |           | Der frühbarocke Fachwerkbau wurde 1672 als Wohn- und Geschäftshaus auf einem mittelalterlichen Vorgängerbau errichtet, dessen Gewölbekeller noch vorhanden ist. Von 1821 bis 1945 (!) befand sich im Erdgeschoss eine Schneiderei. Das Haus wurde 1995 umfangreich renoviert. |    |
| Fotos hochladen                | Wohnhaus                                 | Schlossberg 8 (Karte)                     |           | Im Erdgeschoss führt die Schlossgasse zum Nonnenberg (unteres Bild). |    |
| Fotos hochladen                | Wohnhaus                                 | Schlossberg 10 (Karte)                    |           | Haus „Zum Fürsten-huthe“ (F-Haus): Im Schlussstein des Portals ist ein „F“ mit der Jahreszahl 1711 und einer Bischofsmütze eingearbeitet. Vom Betrachter aus links daneben ist ein Loch mit verziertem Rand: Hier wurde ein Brauzeichen hineingesteckt, wenn es frisch gebrautes Bier gab (Siehe auch Hauptmarkt 15). Das Haus wurde 1703 als Freihof erbaut und 1828 vom Freiherrn von Wangenheim, vermutlich von Karl August von Wangenheim (1773–1850), erworben. Nach 1900 wechselten die Besitzer mehrfach. |    |
| Fotos hochladen                | Verwaltungsgebäude                       | Schlossberg 12 und 14 (Karte)             |           | Das so genannte Amtshaus „Paradies“, benannt nach dem Relief „Paradiessteine“ (heute in Engelsbach), war vom 16. Jahrhundert bis 1619 der Sitz des Gothaer Amtmanns. Im 18. Jahrhundert wohnten hier Gothaer Minister und Hofbeamte. Von 1826 bis 1858 war das Anwesen Verwaltungssitz, von 1858 bis 1923 Landratsamt und danach Sitz verschiedener Ämter. Im Erdgeschoss befindet sich eine Bohlenstube aus der Mitte des 16. Jahrhunderts. |    |
| BW                             | Denkmal                                  | Schlossplatz o. Nr.; Mozartstraße (Karte) |           | Rathgeber-Denkmal Ära der Freundschaft |    |
| BW                             | Wohnhaus mit Einfriedung                 | Schöne Allee 1a (Karte)                   |           | |    |
| Fotos hochladen                | Wohnhaus                                 | Schöne Allee 2 (Karte)                    |           | Die „Emminghaus-Villa“: Villa des bedeutenden Wirtschafts- und Versicherungswissenschaftlers und -schriftstellers, Arwed Emminghaus. Das Haus wurde 1898 durch den befreundeten Architekten und Dichter Bruno Eelbo errichtet. |    |
| Fotos hochladen                | Wohnhaus                                 | Schöne Allee 9 (a) (Karte)                |           | |    |
| Fotos hochladen                | Schützenallee 10                         | Schützenallee 10 (Karte)                  |           | Therese-Gayer-Stiftung: Von Christiane Therese Gayer (1819–1896) für alleinstehende unverheiratete Frauen des Bürgertums gestiftet und 1899 als Altersheim für 20 Frauen umgebaut. 1962 nochmals für 58 Personen erweitert. 1992 wurde das Feierabendheim an die „Städtische Heime Gotha GmbH“ angegliedert. |    |
| Fotos hochladen                | Schützenallee 12                         | Schützenallee 12 (Karte)                  |           | Villa Friedrichs: 1907 im Auftrag des Ziegeleibesitzers Robert Friedrichs (1849–1924) erbautes Wohnhaus, heute mit dem Nachbarhaus Nr. 12 durch einen Zwischenbau verbunden. |    |
| Fotos hochladen                | Schützenallee 29+31                      | Schützenallee 29+31 (Karte)               |           | Haus 31: Lutherschule, 1876 für die Realschule erbaut Haus 29: ehemalige Turnhalle |    |
| Fotos hochladen                | ehemaliger Ackerbürgerhof                | Schützenberg 23 (Karte)                   |           | |    |
| Fotos hochladen                | Schwabhäuser Straße 24                   | Schwabhäuser Straße 24 (Karte)            |           | Gasthaus Brauhof: Hierher zog etwa im Jahre 1908 der Schuldirektor Karl Kohlstock mit seinem „Neudeutschen Erholungsheim“ aus dem Brühl 19 um. |    |
| Fotos hochladen                | Wohnhaus mit Einfriedung                 | Seebachstraße 11 (Karte)                  |           | 1899 von Richard Klepzig erbaute Villa für Fritz Bothmann (gen. „Karussellkapelle“) |    |

##### Siebleber Straße bis Waschgasse
- Siebleber Straße: Die 1414 erstmals erwähnte, bis 1888 „Große Siebleber Gasse“ genannte Straße führte einst zum Siebleber Tor in der Stadtmauer, wo sie auch heute am Ekhofplatz endet.
- Siebleber Wall: Name einer dortigen Stadtbefestigung, einst auch „Kleiner Schloßberg“ genannt.
- Spohrstraße: Die Straße ist nach dem Komponisten und Konzertmeister Louis Spohr benannt, der allerdings hier nicht wohnte, sondern am Neumarkt 26 und im Mühlgrabenweg 15 („Spohr-Haus“).
- Südstraße: Die Straße liegt im Süden der Stadt. Früher trug sie auch die Namen „Kohlstraße“ und „Kohlenstraße“ nach den dort befindlichen Kohlgärten. Zur NS-Zeit gab man ihr den Namen „Saarstraße“.
- Sundhäuser Gasse: Die Gasse führte zum Sundhäuser Tor im Westen der Altstadt. Bis 1889 hieß sie „Kleine Sundhäuser Gasse“.
- Trützschlerplatz: Benannt nach Wilhelm Adolph von Trützschler, einem in Gotha geborenen deutschen Politiker. Der Platz hieß ab 1938 Langemarckplatz.
- Uelleber Straße: Die Straße führt nach Uelleben, einem Gothaer Vorort.
- Waltershäuserstraße: Die Straße entstand nach 1863 und führt nach Waltershausen. In der NS-Zeit hieß sie Fritz-Sauckel-Straße.
- Waschgasse: Hier befand sich das Waschhaus von Schloss Friedenstein. Heute ist die Waschgasse eine steile Treppengasse von der Altstadt (Verlängerung der Querstraße) in den Schlosspark.

| Bild                           | Bezeichnung                                                 | Lage                                    | Datierung | Beschreibung | ID |
| ------------------------------ | ----------------------------------------------------------- | --------------------------------------- | --------- | --- | -- |
| Fotos hochladen                | Wohnhaus und Seitengebäude                                  | Siebleber Straße 7 (Karte)              |           | |    |
| Fotos hochladen                | Wohnhaus, „Haus zur Engelsburg“                             | Siebleber Straße 8 (Karte)              |           | Im Jahre 1787 Wohnung von Adam Weishaupt, Gründer des Illuminatenordens (nicht geklärt), bis 1817 Thurn und Taxissches Postamt. Geburtshaus von Carl Bechstein. Sterbehaus von Pauline von Schelling. Hier war bis 1904 der Betsaal der Israelitischen Kultusgemeinde. Seit 1951 Gemeindezentrum der Evangelisch Freikirchlichen Gemeinde. Am 11. November 2016 brachte man eine Erinnerungstafel am Haus an. |    |
| Fotos hochladen                | Wohnhaus und Seitengebäude                                  | Siebleber Straße 9 (Karte)              |           | |    |
| Fotos hochladen                | Wohn- und Geschäftshaus                                     | Siebleber Straße 12 (Karte)             |           | Um 1780 als Ackerbürgerhaus errichtet, Obergeschoss und Dach mit Aufbauten in barockem Erscheinungsbild noch erhalten. 1866 Wohnung von Hofzahnarzt Meister, 1895 Möbelgeschäft von Schreinermeister Louis Lux. Erdgeschossfassade nach Plänen von Julius Krusewitz, 1993 umfassende Sanierung |    |
| Fotos hochladen                | Hofanlage                                                   | Siebleber Straße 14 (Karte)             |           | |    |
| weitere Bilder Fotos hochladen | Siebleber Straße 24                                         | Siebleber Straße 24 (Karte)             |           | War ein denkmalgeschütztes Stadtpalais aus dem 18. Jahrhundert, mit frühklassizistischer Fassade, 2011 abgerissen. Es diente u. a. den Adelsfamilien von Wangenheim und von Bassewitz als Wohnsitz. Denkmalschutz gilt für den Sachteil Fassade. |    |
| Fotos hochladen                | Wohnhaus und Seitengebäude                                  | Siebleber Straße 26 (Karte)             |           | |    |
| BW                             | Hinterhaus (Lagergebäude)                                   | Siebleber Straße 29 (Karte)             |           | Gebäude abgerissen |    |
| Fotos hochladen                | Wohnhaus und Seitengebäude                                  | Siebleber Straße 33 (Karte)             |           | |    |
| BW                             | Siebleber Wall 9                                            | Siebleber Wall 9 (Karte)                |           | Das Anwesen Siebleber Wall 7–9 war einst die Alte Münze Gothas und seit 1821 im Besitz derer von Wangenheim (Karl August von Wangenheim). Trotz vielversprechender Pläne über die Weiterverwendung nach der Wende wurde der Gebäudekomplex wegen Baufälligkeit 1997 abgerissen und an seiner Stelle eine Wohnanlage errichtet.                                                                                |    |
| Fotos hochladen                | Wohnhaus und Einfriedung                                    | Spohrstraße 7 (Karte)                   |           | |    |
| Fotos hochladen                | Wohnhaus und Einfriedung                                    | Spohrstraße 11 (Karte)                  |           | |    |
| weitere Bilder Fotos hochladen | Hochbunker                                                  | Südstraße 2–2a (Karte)                  |           | Winkelturm auf dem Gelände des ehemaligen Reichsbahnausbesserungswerks (Weichenwerk). Der Bunker diente auch als Luftschutzbunker. |    |
| Fotos hochladen                | Wohn- und Geschäftshaus                                     | Sundhäuser Gasse 2 und 4 (Karte)        |           | Eine Hausnummer 4 ist nicht vorhanden. |    |
| weitere Bilder Fotos hochladen | Staatliche Fachschule für Bau, Wirtschaft und Verkehr Gotha | Trützschlerplatz 1 (Karte)              | 1994      | |    |
| BW                             | ehemaliges Offizierskasino                                  | Töpfleber Weg 1 (Karte)                 |           | ehemaliges Offizierskasino mit Einfriedung - Haus am Seeberg |    |
| Fotos hochladen                | ehemaliger Schlachthof, Sachgesamtheit                      | Uelleber Straße 5 (Karte)               |           | Der Schlachthof wurde in den Jahren 1890–1892 vom Architekten Conrad Schaller errichtet. Der Schlachthof existierte bis 1990, seit 1994 ist der Gebäudekomplex ein multifunktionales „Schlosspark-Center“ mit vielen Geschäften und Dienstleistern. |    |
| Fotos hochladen                | Wohn- und Geschäftshaus                                     | Uelleber Straße 18 (Karte)              |           | |    |
| Fotos hochladen                | Waltershäuser Straße 1 + 3                                  | Waltershäuser Straße 1 und 3 (Karte)    |           | Auf dem Grundstück der Hausnummer 1 hatte im Jahre 1896 der Architekt Julius Krusewitz für den Fabrikanten Philipp Harjes ein Büro- und Wohngebäude errichtet. |    |
| Fotos hochladen                | Wohnhaus                                                    | Waltershäuser Straße 48 (Karte)         |           | |    |
| Fotos hochladen                | Doppelwohnhaus                                              | Waltershäuser Straße 52 (Karte)         |           | |    |
| Fotos hochladen                | Doppelwohnhaus                                              | Waltershäuser Straße 54 (Karte)         |           | |    |
| Fotos hochladen                | Wohnhaus                                                    | Waltershäuser Straße 60 und 60a (Karte) |           | |    |
| Fotos hochladen                | Treppenanlage                                               | Waschgasse (Karte)                      |           | |    |